# مارك سميث
مارك سميث (بالإنجليزية: Mark Smith)‏ (و. 1952 – م) هو سياسي، من الولايات المتحدة الأمريكية، ولد في أوسيولا، هو عضوٌ في الحزب الديمقراطي الأمريكي.

## مناصب
تولى منصب عضو مجلس نواب ولاية ايوا (8 يناير 2001–2002).

## التعليم
تعلم في جامعة جرايسلاند، وجامعة آيوا.